# Alpes Centrais

As 26 secções da Partição dos Alpes. A Central á a de 9 a 16

Os Alpes Centrais constituem a parte montanhosa central da cordilheira dos Alpes compreendida entre o Passo Ferret e o Passo do Brennero, segundo a tradicional partição dos Alpes adoptada em 1926 pelo it:Congresso Geografico Italiano.

## Divisão tradicional
O IX congresso dividiu os Alpes em  Alpes Ocidentais, Alpes Centrais e Alpes Orientais segundo a chamado Partição dos Alpes. O inconveniente era que cada país classificava depois os Alpes à sua maneira.
Segundo esta classificação, os Alpes Centrais eram dividisos em:
- (9)  Alpes Peninos
- (10) Alpes Lepontinos
- (11) Alpes Réticos
- (12) Alpes berneses
- (13) Alpes glaroneses
- (14) Pré-Alpes suíços
- (15) Pré-Alpes bávaros
- (16) Pré-Alpes lombardos

## SOIUSA
Foi para normalizar esta classificação que em 2005 foi criada a Subdivisão Orográfica Internacional Unificada do Sistema Alpino (SOIUSA) que os divide em duas partes Alpes Ocidentais e Alpes Orientais e com 5 grandes sectores alpinos.